# ライオンホワイトクレンザー
ライオンホワイトクレンザーとは、ライオン株式会社が販売している台所用粉末クレンザー。

## 経緯
1970年代までは、ライオンクレンザーの名で販売されていた。
ライオンホワイトクレンザーの名で販売されるようになったのは、1980年代に入ってからである。銀筒の缶入りで、赤文字でライオンの字を変に強調したきらいがある。逆にホワイトクレンザーの字は小さく書かれている。
1986年にクリームクレンザー「ユニット」の発売により、ライオンホワイトクレンザーは発売終了となっていたが、のちに再発売されたものである。
2017年に生産終了した。

## 成分
主成分は研磨材。界面活性剤としてABS。

## その他
現在はクリームクレンザーの方が多く、粉末クレンザーは少なくなっているが、ロングセラー製品となっている。
また、そのものズバリの商品名の付け方は、大手の洗剤メーカーとしては業務用洗剤では多いが、家庭用洗剤では少ない傾向にある。